# Acacia mabelliae
Acacia mabelliae é uma espécie de leguminosa do gênero Acacia, pertencente à família Fabaceae.